# Eino Cajander
Eino Cajander, född 11 maj 1882, död 19 september 1928, var en finländsk agronom. Eino Cajander var bror till Aimo Kaarlo Cajander.
Eino Cajander var assistent i husdjurslära vid universitetet i Helsingfors 1911–1921, docent i lantbrukekonomi där från 1919. Cajander utgav flera lantbruksläroböcker och har i lantbrukfacktidskrifter författat flera uppsatser.